# Schichtenverzeichnis
Ein Schichtenverzeichnis ist das Protokoll (geologische Aufnahme) der Bodenschichten, die bei einer Bohrung im Untergrund (z. B. Baugrund) angetroffen werden.
Die erbohrten Schichten werden mit ihrer Teufe (Tiefenlage) erfasst, benannt und ausführlich beschrieben. Für jede Schicht bzw. Tiefenlage können Angaben enthalten sein über: Boden- bzw. Gesteinsbezeichnung, Zusammensetzung (Lithologie), Gesteinsentstehung (-genese), Mächtigkeit, Farbe, mechanische Eigenschaften, Alter, Wassergehalt, Konsistenz, Kalkgehalt usw.
Das Schichtenverzeichnis ist eine Grundlage und ein wesentlicher Teil einer Bohrdokumentation und eines ingenieurgeologischen Bodengutachtens.
Inhalt und Form eines Schichtenverzeichnisses sind in der DIN 4022 (Baugrund und Grundwasser; Benennen und Beschreiben von Boden und Fels) geregelt. Die inzwischen durch eine Europanorm ersetzte DIN 4022 unterscheidet in ihren drei Teilen drei Arten von Schichtenverzeichnissen:
1. Schichtenverzeichnis für Bohrungen ohne durchgehende Gewinnung von gekernten Proben
2. Schichtenverzeichnis für Bohrungen im Fels (Festgestein)
3. Schichtenverzeichnis für Bohrungen mit durchgehender Gewinnung von gekernten Proben (Lockergestein)

Die zeichnerische Umsetzung des Schichtenverzeichnisses in der Darstellung von Bohrprofilen erfolgt gem. DIN 4023 (Geotechnische Erkundung und Untersuchung – Zeichnerische Darstellung der Ergebnisse von Bohrungen und sonstigen direkten Aufschlüssen).